# Luis III Gonzaga

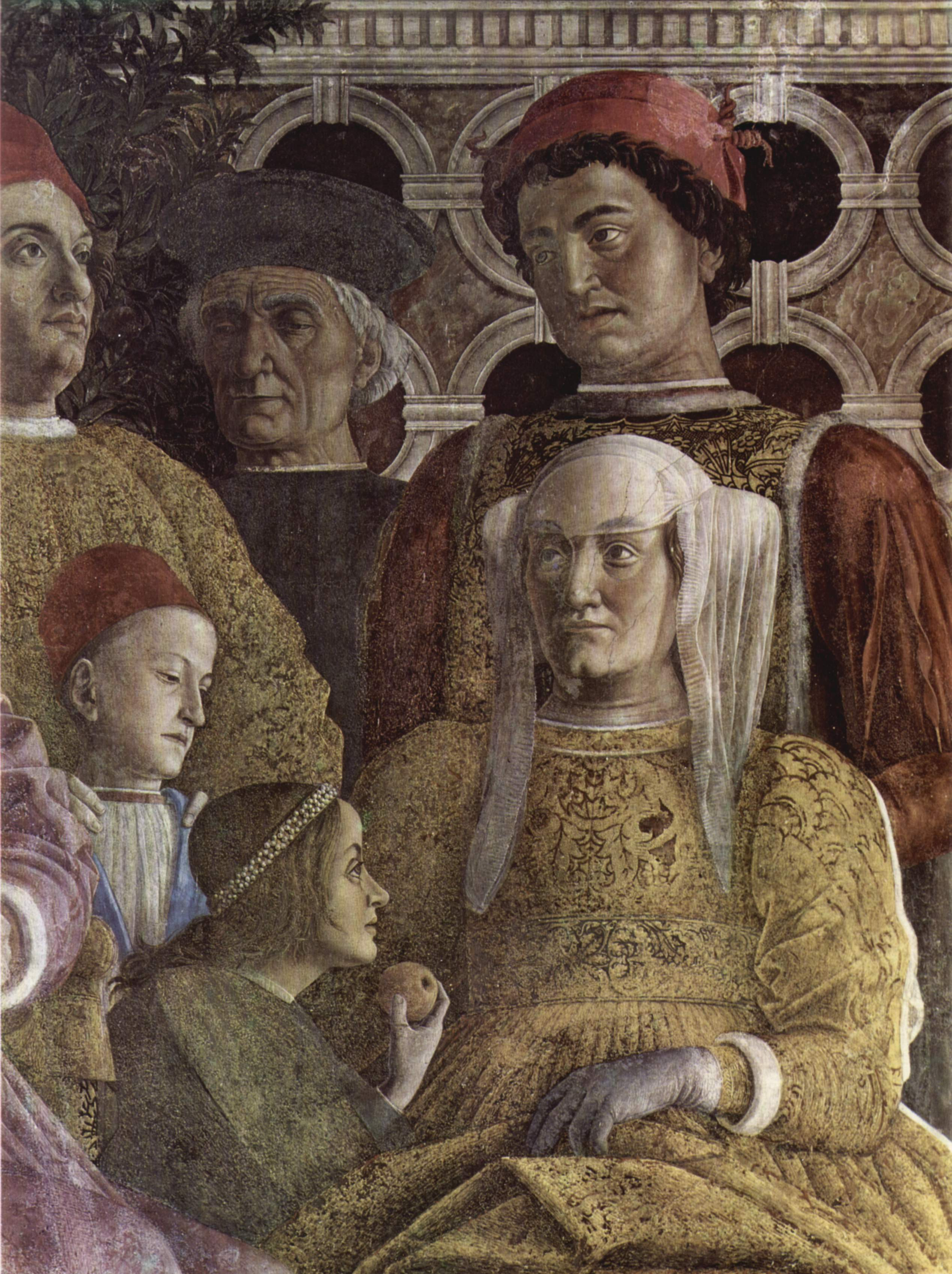
Ciclo de frescos de la Cámara de los esposo en el Palacio Ducal de Mantua, escena: Bárbara de Brandeburgo, esposa del marqués Luis III Gonzaga, y sus hijos Ludovico, Paola, Rodolfo, y un cortesano, por Andrea Mantegna.

Luis III Gonzaga (Ludovico III Gonzaga, también llamado Lodovico) apodado el Turco (5 de junio de 1412 - Goito, 11 de junio de 1478) fue el Segundo Marqués de Mantua, desde 1444 hasta su muerte en 1478. Fue el más destacado exponente de la familia y Mantua se convirtió en una de las capitales del Renacimiento italiano.

## Biografía
Luis era hijo de Gianfrancesco Gonzaga y Paola Malatesta, y fue educado en Ca' Zoiosa por el humanista Vittorino da Feltre. Sucedió a su padre en el gobierno de Mantua en el 1444.
Luis siguió las directrices de su padre, Gianfrancesco, combatiendo como condottiero para la familia Visconti al lado de Milán en el año 1446, pero al año siguiente pasó al servicio de la República de Venecia, en la liga formada con la República de Florencia contra Milán. En 1450 le fue concedido dirigir un ejército para el rey Alfonso V de Aragón en Lombardía, con el propósito principal de conquistar territorios para sí mismo. Pero Francisco Sforza, el nuevo duque de Milán, lo atrajo con la promesa de Lonato, Peschiera y Asola, antiguos territorios mantovanos en posesión de Venecia. Esta última replicó saqueando Castiglione delle Stiviere y atrayendo a su lado al hermano de Luis, Carlos.
El 14 de junio de 1453, Luis vence en batalla a las tropas de Carlos en Goito, pero las tropas venecianas bajo la guía de Niccolò Piccinino impidieron cualquier intento de reconquistar Asola. La Paz de Lodi (1454) obligó a Luis a restituir todos los territorios conquistados y a renunciar definitivamente a las tres ciudades. Recibe, en cambio, las tierras de su hermano a la muerte de éste sin hijos en 1478.
El momento de máximo prestigio de Mantua fue el Concilio de Mantua, celebrado en la ciudad desde el 27 de mayo de 1459 hasta el 19 de enero de 1460, convocado por el papa Pío II para lanzar una cruzada contra los otomanos, que habían conquistado Constantinopla unos años antes. Como recompensa Luis recibió del papa el honor de la Rosa de Oro y su hijo Francesco se convirtió en cardenal.
En 1460 Luis nombró a Andrea Mantegna artista de corte de la familia Gonzaga, quien se encargó de pintar en el castillo
la famosa Cámara de los esposos; y llamó a Mantua a arquitectos del renombre de Luca Fancelli y Leon Battista Alberti, este último en la ciudad desde 1459, donde comenzó la construcción de las iglesias de San Sebastián y de San Andrés.
También fue construido por Luca Fancelli entre 1447 y 1478 en Revere el Palacio Ducal, una hermosa residencia. En 1450 construyó en Volta Mantuana, pueblo fortificado, una residencia de verano, el Palacio Gonzaga-Guerrieri, con jardines a la italiana.
En 1466, tras la muerte de su hermano Alejandro, heredó sus posesiones, que incluyó Castel Goffredo, entonces feudo autónomo y Castiglione delle Stiviere. El refuerzo de las fortificaciones estuvo a cargo de un experto, el arquitecto Giovanni de Padua.
A partir de 1466 estuvo más o menos de manera constante al servicio de los Sforza de Milán. Vanos fueron los intentos de emparentar con los duques milaneses; a pesar de los acuerdos para las bodas entre el primogénito de la casa Sforza, Galeazo María, con una de las hijas de Luis, este matrimonio no se celebró, a causa de las deformaciones hereditarias que se desarrollaron primero en Susana (que después se retiró a la vida eclesiástica) y después en Dorotea (que a causa de sus males murió a los 18 años de edad), que fueron designadas sucesivamente como prometidas de Gian Galeazzo. Este episodio representa una de las páginas más amargas y dolorosas de la historia de la familia Gonzaga.
Luis III también estuvo a cargo de la asistencia pública a la ciudad, por lo que encargó al arquitecto Luca Fancelli, la construcción del Hospital Grande de San Leonardo, que fue terminado en 1470. Entre 1470 y 1477 Fancelli construyó para el marqués la casa Ghirardina en Motteggiana, uno de los ejemplos más significativos de la arquitectura de principios del Renacimiento mantuano.
En 1474 recibió de manos del rey Cristián I de Dinamarca el nombramiento de caballero de la Orden del Elefante.
Luis murió en Goito en el año 1478, durante una epidemia de peste. Fue sepultado en la Catedral de Mantua.

## Matrimonio y descendencia
Se casó el 12 de noviembre de 1433, con Bárbara de Brandeburgo, sobrina del emperador Segismundo de Luxemburgo.
La pareja tuvo los siguientes hijos:
- Federico (Mantua 25 de junio de 1441, Mantua, 14 de julio de 1484), se casó con Margarita de Baviera y fue el padre de Francisco II Gonzaga, esposo de Isabel de Este;
- Gianfrancesco (1443 - Bozzolo, 28 de agosto de 1496), Conde de Sabbioneta y Señor de Bozzolo, se casó con Antonia del Balzo;
- Francisco (1444 - Porretta, 22 de octubre de 1483), cardenal en 1461;
- Susana (1447, Mantua, 19 de diciembre de 1481), monja de la iglesia de Santa Clara, en Mantua;
- Dorotea (Mantua, 1449 - Pavía, 21 de abril de 1467), prometida a Galeazzo Maria Sforza, murió antes de la boda;
- Cecilia (1451 - 1474), monja en Mantua;
- Rodolfo (18 de abril de 1452 - Fornovo, 6 de julio de 1495), Señor de Castiglione delle Stiviere, Castel Goffredo, Solferino, Suzzara y Poviglio, que se casó primero con Antonia Malatesta, hija de Segismundo Pandolfo Malatesta y Catalina Pico, hija de Juan Francisco della Mirandola;
- Bárbara (Mantua 11 de diciembre de 1455 - Böblingen, 31 de mayo de 1503), que se casó con Everardo V de Wurtemberg;
- Ludovico (1458 - Reggiolo, 4 de enero de 1511), obispo de Mantua;
- Paola (1464 - 1495), se casó con Leonardo de Gorizia.